# Charles Bally
Charles Bally (Ginevra, 4 febbraio 1865 – Ginevra, 10 aprile 1947) è stato un linguista svizzero.

## Biografia
Visse tra il 1865 e il 1947 ed era originario, come Saussure, della Svizzera. I suoi genitori erano Jean Gabriel, un insegnante, e Henriette, proprietaria di un negozio di abbigliamento. Bally si sposò tre volte, prima con Valentine Leirens, seguita da Irma Baptistine Doutre, che fu ricoverata in un istituto di igiene mentale nel 1915 e, infine con Alice Bellicot.
Dal 1883 al 1885, studiò lingue e letterature classiche a Ginevra. Continuò i suoi studi dal 1886 al 1889 a Berlino. Dopo i suoi studi lavorò come insegnante privato per la famiglia reale della Grecia. 
Rientrato a Ginevra insegnò nel 1893 all'École de commerce, poi al Collège, dal 1900 al 1913, mentre è libero docente all'università (1893-1913). 
Nel 1905 pubblicò il suo Précis de stylistique, che segna la nascita della stilistica come disciplina a sé stante. La stilistica di Bally è di stampo sociologico e psicologico; si concentra sulla lingua comune, non letteraria ed è volta a indagare l'interazione tra sensibilità e linguaggio. Secondo Bally ricorrendo ai «mezzi espressivi», come l'interrogazione, l'esclamazione, l'ellissi e l'immagine, il parlante esprime una sua «affettività» ed esercita una libertà di scelta fra le varie forme offerte dal sistema linguistico. Queste considerazioni saranno sviluppate da Jules Marouzeau, secondo cui lo stile è il complesso delle scelte tra le innumerevoli risorse offerte dalla lingua.
Dal 1913 al 1939 occupò la cattedra di linguistica generale e comparazione di lingue indo-europee, prendendo l'eredità del suo maestro Ferdinand de Saussure, degli scritti del quale diresse la pubblicazione con Albert Sechehaye, e nel 1916 insegnò al corso di linguistica generale, basato sugli appunti di sei quaderni di alunni. 
Nel 1937, a Parigi, fu nominato dottore honoris causa alla Sorbonne.
Oltre ai lavori sulla soggettività nella lingua francese, Bally ha preso posizione sulla crisi del francese e sull'insegnamento delle lingue. Bally, per molto tempo collega e collaboratore di Ferdinand de Saussure, è associato strettamente alla nascita e alla genesi dello strutturalismo, oltre che fondatore della stilistica moderna. Oggi Charles Bally è considerato uno dei padri fondatori delle teorie linguistiche di stile e lodato per le sue teorie di fraseologia.

## Opere
- Précis de stylistique (1905)
- Traité de stylistique française (1909)
- La stylistique et l'enseignement secondaire (1911)
- Le langage et la vie (1913)
- La pensée et la langue, in "'Bulletin de la Société linguistique de Paris", n. 22-23 (1922)
- La crise du français, notre langue maternelle à l'école (1930) (riedizione di Jean-Paul Bronckart, Jean-Louis Chiss, Christian Puech, 2004)
- Linguistique générale et linguistique française (1932)
  - trad. di Giovanni Caravaggi, Linguistica generale e linguistica francese, introduzione di Cesare Segre, Il Saggiatore, Milano 1963
- L'arbitraire du signe. Valeur et signification (1940)
- Manuel d'accentuation grecque (1945)
- Le langage et la vie (terza edizione 1952, ampliata 1965)